# 277 الفيرا
277 الفيرا 277 Elvira كويكب صغير يتخذ مداراً حول الشمس، الفيرا كويكب من عائلة كورونيس وقد تم اكتشافه في 3, مايو عام 1888 من قبل الفلكي الفرنسي أوغست شارللواة في مرصد نيس مدينة نيس الفرنسية
يقع مدارالفيرا مع كويكبات كورونيس التي تقع في المنطقة الخارجية لحزام الكويكبات الرئيسي بين المريخ والمشتري. مدارالفيرا يقع على مسافة متوسطة 2.88422 وحدة فلكية من الشمس، وتطوف عائلة كورونيس في تكتل على نفس المدار.يعتقد أنها من بقايا تحطم جسم ضخم، وأنها قد تشكلت قبل ملياري سنة على الأقل في حادث اصطدام كارثي بين جسمين، تم تسميتها نسبة للكويكب كورونيس 158, الذي اكتشف في 1876 من قبل الفلكي الألماني الاصل الروسي الجنسية فيكتور كارلوفتش نوور. وتنتمي 'عائلة كورونيس لعائلة هيراياما من الكواكب الصغيرة وهو كويكب من النوع أس أو (S-type)
و هي كويكبات ذات تركيبة صخرية تتكون بشكل أساسي من الحديد وسيليكات الماغنيسيوم
تشكل الفيرا كباقي كويكبات كورونيس التي يعتقد انها تشكلت من بقايا حطام حادث اصطدام كارثي بين جسمين فلكين أو تحطم جسم جرم فلكي متاجنس، وبالتالي تشترك في نفس العمر وتاريخ التشكل. اشارت عمليات الرصد إلى ان السطوع المرصود لكويكبات كورونيس مختلف من كويكب إلى اخر وهذا يعود إلى تفاوت احجامها ونتيجة لدورانها، ولزمن الرصد.
قياس عدد السعة الحرارية للكويكب الفيرا إعطات قيمة حول 190 m−2 K−1 s−1/2 مقابل 50 لثرى القمر و400 للرمل الخشن في الغلاف الجوي.

## اقرأ أيضا
- حزام الكويكبات
- عائلة كورونيس
- كورونيس 158
- كويكب من النوع أس
- اوردا 167
- لكريمسا 208
- 136 اوستريا

## وصلات خارجية
- The Asteroid Orbital Elements Database
- Minor Planet Discovery Circumstances
- Asteroid Lightcurve Data File